# County Derry
County Derry of County Londonderry (Iers: Doire of Doire Cholm Cille) is een van de graafschappen van Ierland, en is een van de zes graafschappen van Noord-Ierland. Het ligt in de vroegere provincie Ulster. Het is genoemd naar de hoofdstad Derry.
De naam van de county (en de stad) is omstreden: Ierse nationalisten gebruiken de vorm Derry en Noord-Ierse unionisten geven de voorkeur aan Londonderry.
Het graafschap Derry bestaat uit het voormalig graafschap Coleraine en een deel van de graafschappen Antrim, Donegal en Tyrone. Dit is gebeurd onder druk van bedrijven in Londen die beide oevers en de monding van de rivieren Foyle en Bann wilden beheersen om zo toegang wilden te hebben tot genoeg hout voor de bouw.
Sinds 1973 is het graafschap bestuurlijk verdeeld in verschillende districten: Derry (stad), Coleraine, Limavady, en Magherafelt; en deel van het district Cookstown, dat hoofdzakelijk in County Tyrone ligt.

## Plaatsen
- Arghadowey
- Ballykelly
- Ballymaguigan
- Ballyronan
- Bellagy
- Castledawson
- Castlerock
- Coleraine
- Derry
- Draperstown
- Dumananagh
- Dungiven
- Eglinton
- Feeny
- Garvagh
- Kilrea
- Lavey
- Limavady
- Maghera
- Magherafelt
- Moneymore
- Portstewart
- Traad

## Bezienswaardigheden
- Tirnony-dolmen, een ganggraf uit het neolithicum

County Antrim · County Armagh · County Derry · County Down · County Fermanagh · County Tyrone